# Подымахинское сельское поселение
Подыма́хинское се́льское поселе́ние — муниципальное образование в составе Усть-Кутского района Иркутской области. Административный центр — село Подымахино. На территории поселения находятся 5 населённых пунктов — 1 посёлок, 2 села и 2 деревни. Общая численность населения — 1662 чел. (2009). Число хозяйств — 367.
Образовано 31 декабря 2004 года.
Глава администрации — Александр Яковлевич Мохов.

## Географические данные
Находится в северо-западной части Усть-Кутского района Иркутской области.
Граничит:
- на севере — с Янтальским городским поселением;
- на востоке — с Верхнемарковским сельским поселением;
- на юге — со Звёзднинским городским поселением;
- на западе — Усть-Кутским городским поселением

Находится на юго-восточной окраине Среднесибирского плоскогорья (Лено-Ангарское плато). По территории поселения протекают реки Лена и Таюра (приток Лены). Много родников, малых рек. Болота. Бо́льшую часть территории занимает тайга.

## Населённые пункты
- посёлок Казарки;
- село Подымахино;
- село Таюра;
- деревня Новосёлова;
- деревня Половинка (статус населённого пункта возвращён в 2007 году).

## Население
Списочная численность населения на середину 2008 года составила 1622 человека. При этом постоянно проживающих насчитывалось 1006, (связано с тем, что население работает вахтовым методом).
Показатели рождаемости и смертности:
- в 2008 году родились 8 человек.[4]. Смертность за первое полугодие превысила рождаемость и составила 10 человек[2]. (Данных о втором полугодии нет.)

Миграция населения имеет отрицательное сальдо.

## Местное самоуправление
Действующая система местного самоуправления была сформирована в 2005 году на основании областного закона № 93-оз от 16 декабря 2004 года «О статусе и границах муниципальных образований Усть-Кутского района Иркутской области».
Представительным органом местного самоуправления является поселенческая Дума, состоящая из депутатов, избираемых всеобщим тайным голосованием. Её возглавляет председатель Думы, выдвигаемый из состава избранных депутатов. Дата проведения последних выборов — 2 декабря 2007 года.
Исполнительно-распорядительным органом местного самоуправления является администрация, формируемая избранным главой поселения.
Глава поселения (глава администрации) — Александр Яковлевич Мохов, избранный по результатам всеобщих выборов 14 октября 2012 года. Срок полномочий главы администрации составляет 5 лет.
Поселение административно подчинено администрации Усть-Кутского муниципального района.

## Экономика
Промышленные предприятия в поселении отсутствуют.
Действует хлебопекарня в Казарках.

## Связь
Два крупнейших населённых пункта — Подымахино и Казарки — охвачены сотовой связью.
Действует почтовое отделение, переговорный пункт в Подымахине (666775).

## Транспорт
По территории поселения проходит маршрут строящейся федеральной автомагистрали «Вилюй», проходящей через подъезды к Половинке, Подымахину и Казаркам. На 2010 год дорога имеет гравийное покрытие, состояние которого оценивается как неудовлетворительное.
До деревни Новосёлова вдоль левого берега Лены проходит просёлочная дорога, непроезжая в межсезонье. В сухую погоду возможен проезд на автомобилях с хорошей проходимостью и тракторах.
Эта же дорога проходит мимо села Таюра, однако село находится на правом берегу, а переправы отсутствуют. Выезд из Таюры на обслуживаемые дороги общего пользования возможен на автомобилях с хорошей проходимостью и тракорах по просёлкам в южном направлении — до Звёздного.
Зимой используются автозимники.

## Социальная сфера

### Образование
Средняя школа в Подымахине. Оборудована компьютерным классом.
Количество поступивших в первый класс:
- в 2006 году — 8;
- в 2007 году — 17;
- в 2008 году — 13.

### Медицина
Врачебная амбулатория в Подымахине. Медицинский пункт в Таюре.

### Культура
Библиотека, культурно-досуговый центр (в Подымахине).

### Спорт
Спортивный зал при школе. Действует спортивная секция по игре в волейбол.